# Ludolf Walther
Ludolf Walther (auch: Ludolphus Waltherus oder Ludolf Walter; geboren 25. September 1595 in Stadthagen oder „Hagen im Schaumburgischen“; gestorben 12. Mai 1658 in Hannover) war ein deutscher evangelischer Geistlicher, Pastor, Prediger und Theologe in Hohnhorst und Hannover.

## Leben
Ludolf Walther verfasste während des Dreißigjährigen Krieges an der Universität Rinteln unter Johannes Gisenius seine in lateinischer Sprache verfasste und 1622 von Peter Lucius gedruckte Hochschulschrift Dissertatio Theologica I. De Persona Christi Theanthropoi Iuxta Ductum Articuli II. symboli Apostolici ...
Nachdem Walther als Pastor in Hohnhorst tätig gewesen war, wurde er 1629 an die Kreuzkirche in Hannover berufen. Seit dieser Zeit publizierte er mehr als 50 Schriften, darunter zahlreiche Leichenpredigten für hannoversche Persönlichkeiten, aus deren beigefügten Lebensläufen sich zeitgenössische Biographien zumindest im Sinne der zahlenden Auftraggeber ablesen lassen.
Am 17. Januar 1641 erhielt Walther seine Berufung an die hannoversche Marktkirche.
Er heiratete Elisabeth Bretthaus. Aus der Ehe ging die Tochter Catharina Sophie Walter (1636–1704) hervor, die 1654 heiratete, sowie deren Schwester Dor. Hedwig Walter, die den Stadtsekretär zu Hannover Ernst Julius Bartels heiratete.
Walther starb am 12. Mai 1658 im Alter von etwa 63 Jahren in Hannover.

## Schriften (Auswahl)
- Dissertatio Theologica I. De Persona Christi Theanthropoi Iuxta Ductum Articuli II. symboli Apostolici / In inclyta Academia Rintelensi ... Sub Praesidio ... Dn. Johannis Gisenii SS. Th. D. Et Profes. celeberrimi ... Publico ... examini subiecta Ludolpho Walthero Hagensi, vocato & ordinato Ecclesiae Honhorstensis Pastore. ... ad diem 23. Maii ...,  Rintelii, Typis exscripsit Petrus Lucius, Typograph. Academ. MDCXXII.